# Mestre Ataíde
Pour les articles homonymes, voir Ataíde.

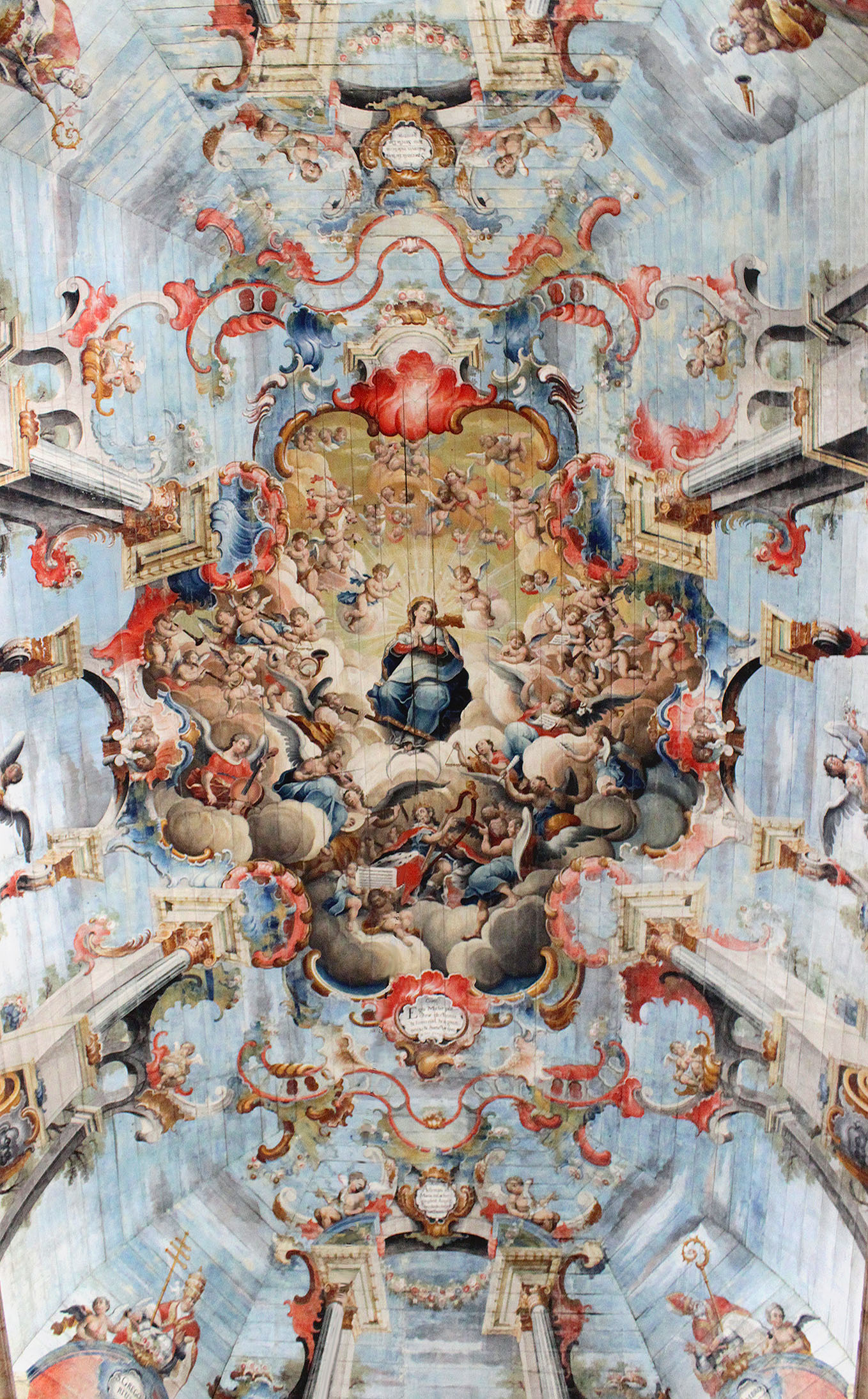
Il est l'auteur de la célèbre peinture du plafond de l'église Saint-François-d'Assise d'Ouro Preto.

Mestre Ataíde de son vrai nom Manuel da Costa Ataíde, né le 18 octobre 1762 à Mariana au Brésil et mort le 2 février 1830 dans la même ville, est un sculpteur, enseignant, peintre, et décorateur brésilien.
Il est considéré comme l'un des artistes brésiliens les plus importants.

## Biographie
Manuel da Costa Ataíde est le fils du capitaine portugais Luis da Costa Ataide de Santa Cruz de Alvadia, et Maria Barbosa d'Abreu. Il a été baptisé le 18 octobre 1762. Sa famille d'origine modeste, possédait des terres pour semer du maïs et élever des porcs. Il avait quatre frères : Domingos, lieutenant et également peintre, Sebastião, Antônio, devenu prêtre, et Izabel Gualdina.
On sait peu de choses sur sa vie et sa formation artistique et toutes ses créations ne sont pas documentées, mais il a laissé un travail considérable dispersé dans diverses villes minières. L'une des caractéristiques de son expression était l'utilisation de couleurs vives dans des combinaisons inhabituelles, liées à la nature exubérante du pays. Dans leur conception, les anges, les vierges et les saints ont parfois traversé des traits, ce qui amène à considérer Mestre Ataíde comme un précurseur d'un art véritablement brésilien.

## Œuvres
- Peinture de la chapelle de Nossa Senhora da Glória de 1742 à Ressaca, Carandai , Minas Gerais.
- Peintures de l' église Saint François d'Assise à Ouro Preto réalisées entre 1801 et 1812. La "glorification de la Vierge", peinte sur bois dans le toit de * la nef principale, son œuvre la plus connue.
- Intérieur du presbytère de l'église Saint-Antoine de Santa Barbara , 1806;
- "La Dernière Cène" au collège de Caraça, 1828;
- Plafond du presbytère de l'église Saint-Antoine à Itaverava , 1811;
- Plafond du presbytère de l'église Notre-Dame du Rosaire, à Mariana, 1823.

## Galerie

Description architecturale
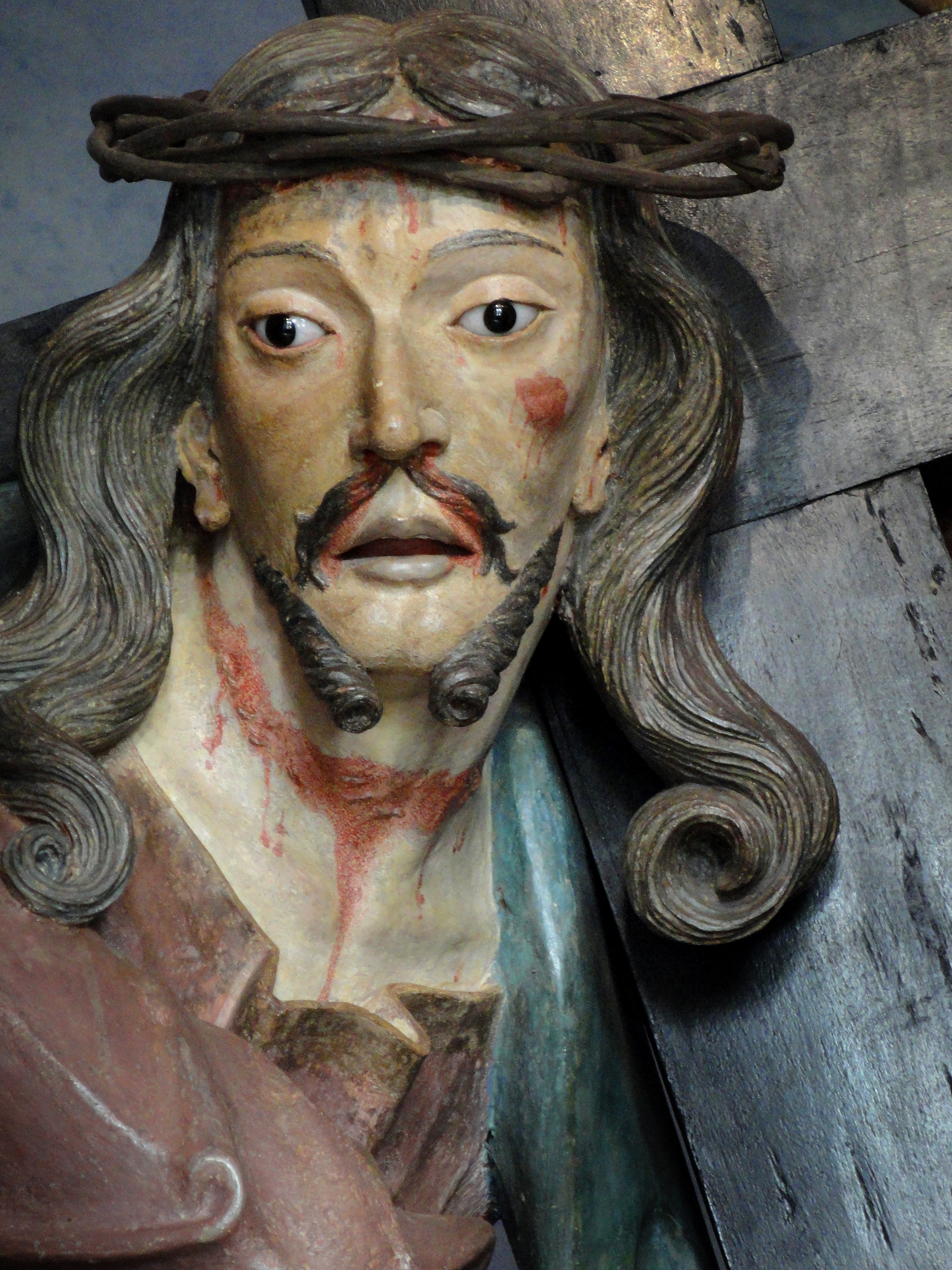
Détail du Christ portant la croix, Sanctuaire de Matosinhos
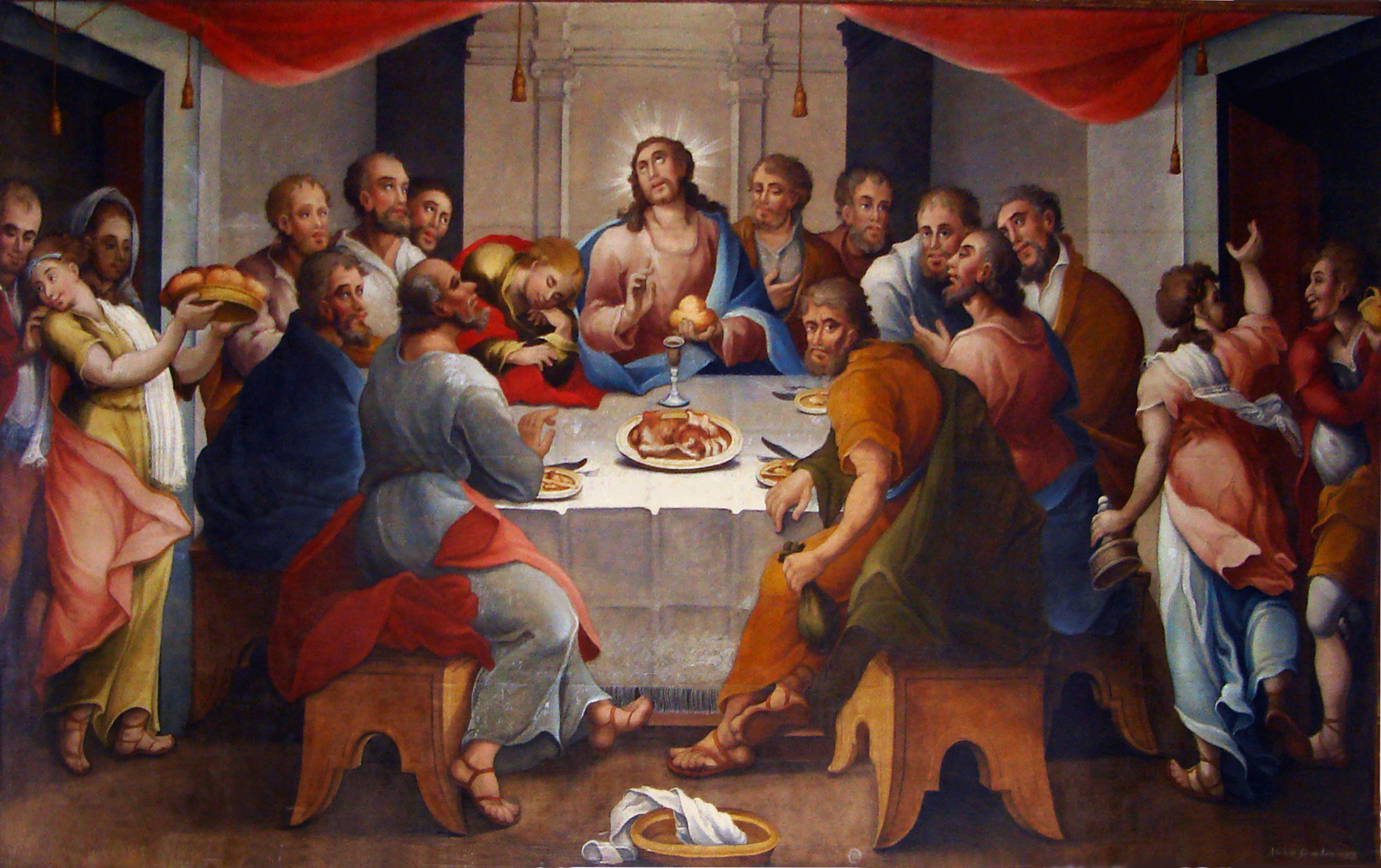
La dernière cène, Collège de Caracas
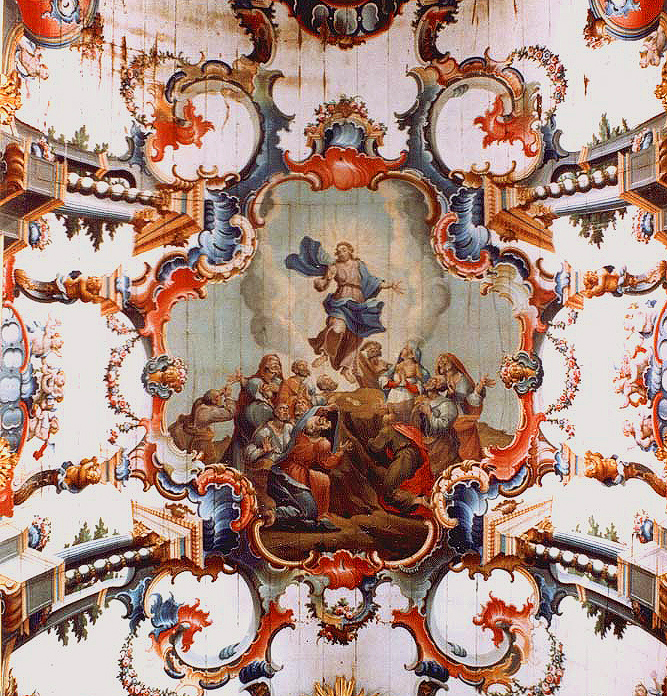
Ascension du Christ, église Santo Antônio à Santa Bárbara.
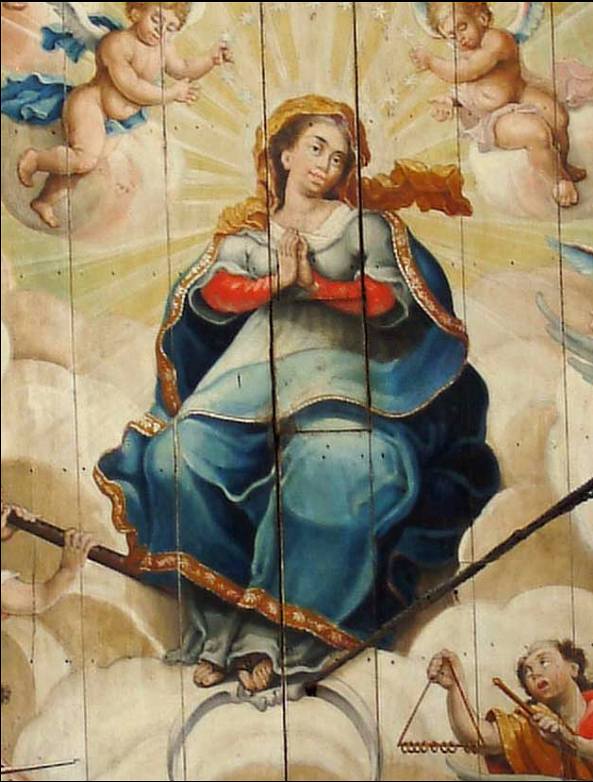
Détail de l' Assomption de la Vierge , son panneau le plus connu, dans l'église de São Francisco de Ouro Preto
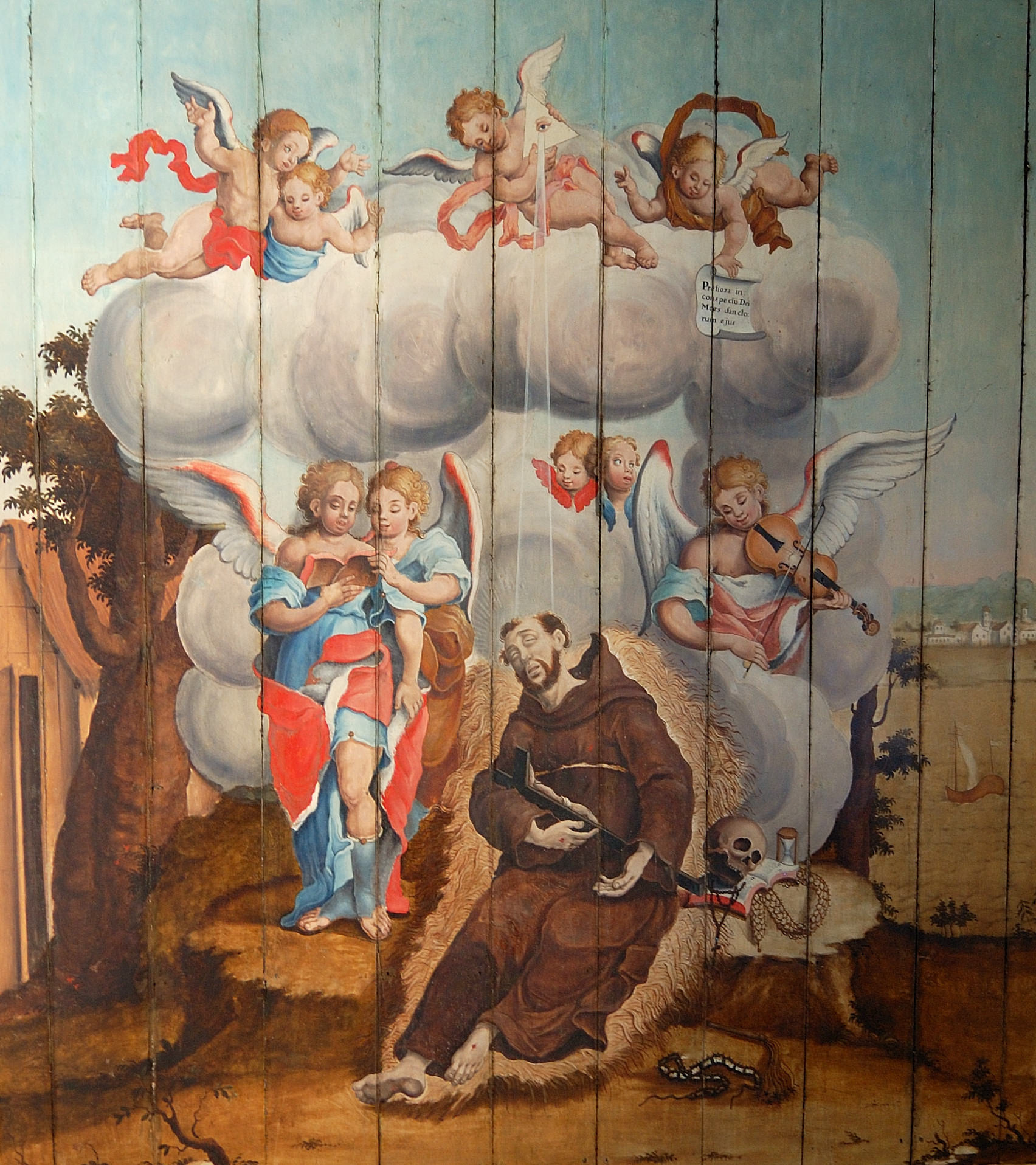
Agonie de San Francesco , église de San Francesco in Mariana
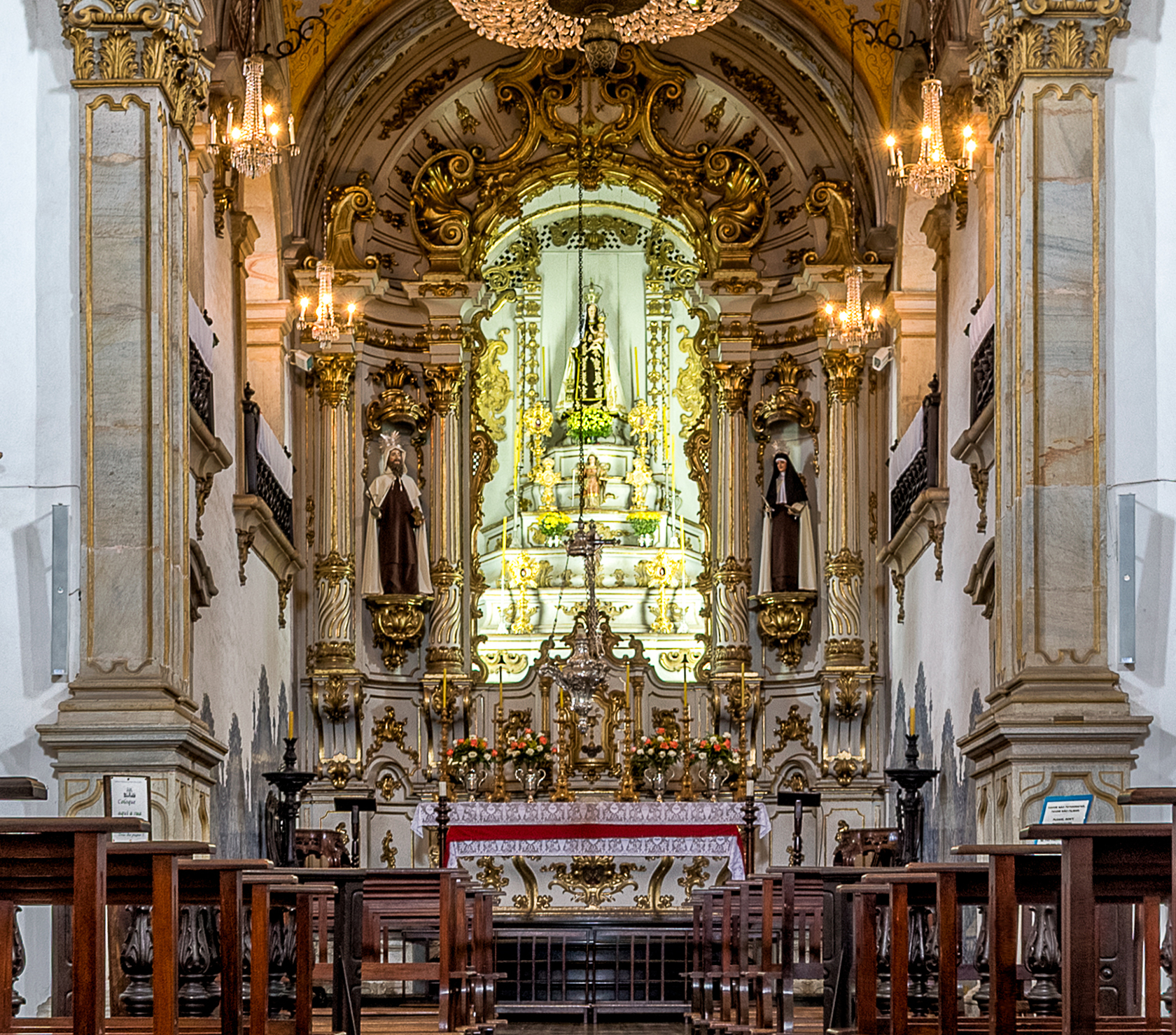
Autel de l'église Nossa Senhora do Carmo à Ouro Preto. Conception d'autel et de dorure.
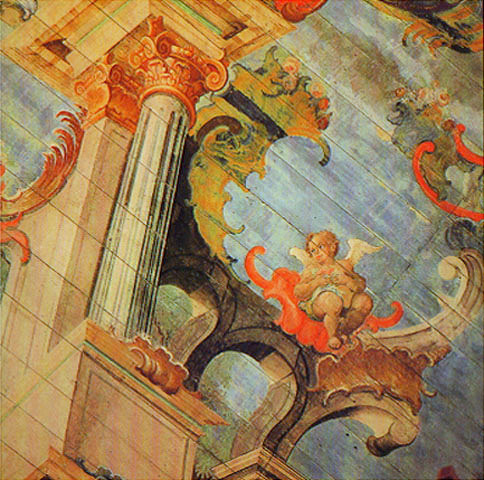
Détail de la peinture architecturale au plafond de São Francisco d'Ouro Preto.